# 1935 az irodalomban
Az 1935. év az irodalomban.

## Események
- szeptember: a népi írók csoportjához tartozó Barsi Dénes, Sinka István és Szabó Pál megindítja a Kelet Népe című folyóiratot. A lap 1942-ig állt fenn.

## Megjelent új művek

### Próza
- Pearl S. Buck: A House Divided (A széthulló család)
- Dino Buzzati olasz író regénye: Il segreto del Bosco Vecchio
- Erskine Caldwell elbeszélése: Kneel to the Rising Sun (Könyörgés a kelő naphoz), az azonos című kötetben
- Elias Canetti regénye: Die Blendung (Káprázat)
- Agatha Christie:
  - Tragédia három felvonásban (Three Acts Tragedy)
  - Halál a felhők között (Death in the Clouds)
- Elkezdődik Josikava Eidzsi japán író hatalmas történelmi regénye, a Mijamoto Muszasi publikációja folytatásokban (1935–1939)
- Hans Fallada: Märchen vom Stadtschreiber, der aufs Land flog
- Ernest Hemingway: Green Hills of Africa (Afrikai vadásznapló)
- Erich Kästner regénye: Die verschwundene Miniatur (Az eltűnt miniatűr)
- Sinclair Lewis regénye: It Can't Happen Here (Ez nálunk lehetetlen)
- André Malraux: Le Temps du mépris (A megvetés kora)
- Heinrich Mann: Die Jugend des Königs Henri Quatre (Negyedik Henrik király ifjúsága), a kétkötetes regény első része (a folytatás 1938-ban jelenik meg)
- François Mauriac regénye:  La Fin de la nuit (Az éjszaka vége)
- George Orwell: A Clergyman's Daughter (A lelkész lánya)
- Konsztantyin Pausztovszkij regénye: Романтики (Romantikusok)
- John Steinbeck: Tortilla Flat (Kedves csirkefogók)
- Felix Timmermans flamand író regénye: Boerenpsalm (Parasztzsoltár)[1]
- Thornton Wilder regénye: Heaven's My Destination (Mennyei ügyekben); magyarul először Sorsom az ég címen jelent
- Thomas Wolfe híres regénye: Of Time and the River (Az időről és a folyóról)
- Arnold Zweig: Erziehung vor Verdun (Verdun iskolája); a hat könyből álló Der große Krieg der weißen Männer (A fehér emberek nagy háborúja) regényciklus harmadik darabja

### Költészet
- Vicente Aleixandre spanyol költő verseskötete: La destrucción o el amor (A pusztulás vagy a szerelem)
- Federico García Lorca: Llanto por Ignacio Sànchez Mejías (Siratóének Ignacio Sànchez Mejías torreádor fölött)
- Edgar Lee Masters verseskötete: Invisible Landscapes

### Dráma
- T. S. Eliot versben írt drámája: Murder in the Cathedral (Gyilkosság a székesegyházban), bemutató
- Jean Giraudoux: La guerre de Troie n'aura pas lieu (Trójában nem lesz háború), bemutató
- Gerhart Hauptmann: Hamlet in Wittenberg
- Federico García Lorca: Doña Rosita la soltera (Rosita, a hajadon), bemutató
- Clifford Odets amerikai drámaíró: Waiting for Lefty (Leftyre várva)

### Magyar irodalom
- Kosztolányi Dezső: Számadás. Az utolsó két év versei, köztük: Hajnali részegség, Szeptemberi áhítat, Halotti beszéd, Esti Kornél éneke, Költő a huszadik században
- Radnóti Miklós verseskötete: Újhold
- Gelléri Andor Endre novelláinak újabb gyűjteménye: Kikötő
- Móricz Zsigmond:
  - Erdély című regénytrilógiája; a három kötet együttes kiadása (Tündérkert, A nagy fejedelem, A nap árnyéka)
  - A boldog ember, kisregény
  - Komor ló, novellák
- Németh László regénye: Gyász
- Sárközi György regénye: Viola
- Szentkuthy Miklós:	Az egyetlen metafora felé, esszék
- Kassák Lajos versei: Földem virágom
- Babits Mihály: Az európai irodalom története (második, befejező kötet)

## Születések
- január 31. – Óe Kenzaburó Nobel-díjas (1994) japán író
- február 22. – Danilo Kiš magyar-zsidó származású szerb író († 1989)
- április 14. – Erich von Däniken svájci szerző
- április 16. – Sarah Kirsch német költő, író († 2013)
- május 9. – Bertha Bulcsu író, költő, publicista († 1997)
- június 21. – Françoise Sagan francia regény- és drámaírónő († 2004)
- szeptember 17. – Ken Kesey amerikai író, a Száll a kakukk fészkére című regény szerzője († 2001)
- október 6.  – Tőzsér Árpád a Nemzet Művésze címmel kitüntetett, Kossuth-díjas és József Attila-díjas szlovákiai magyar író, költő, szerkesztő, kritikus, irodalomtörténész, műfordító és egyetemi oktató
- november 5.  – Bisztray Ádám romániai magyar költő, író, könyvtáros, agrármérnök († 1998)
- december 6.  – Bertók László József Attila- és Kossuth-díjas magyar író, költő († 2020)

## Halálozások
- február 28. – Cuboucsi Sójó japán regény- és drámaíró, műfordító, esszéista (* 1859)
- április 16. – Panait Istrati román és francia nyelven alkotó román író (* 1884)
- augusztus 30. – Henri Barbusse francia szimbolista költő, író (* 1873)
- október 1. – Vlagyimir Alekszejevics Giljarovszkij orosz író (* 1855)
- november 30. – Fernando Pessoa portugál költő (* 1888)
- december 8. – Charlotte Niese német költő, író (* 1854)
- december 21. – Kurt Tucholsky német író, esszéista, publicista (* 1890)
- december 25. – Paul Bourget francia író, kritikus (* 1852)